# Octopussy

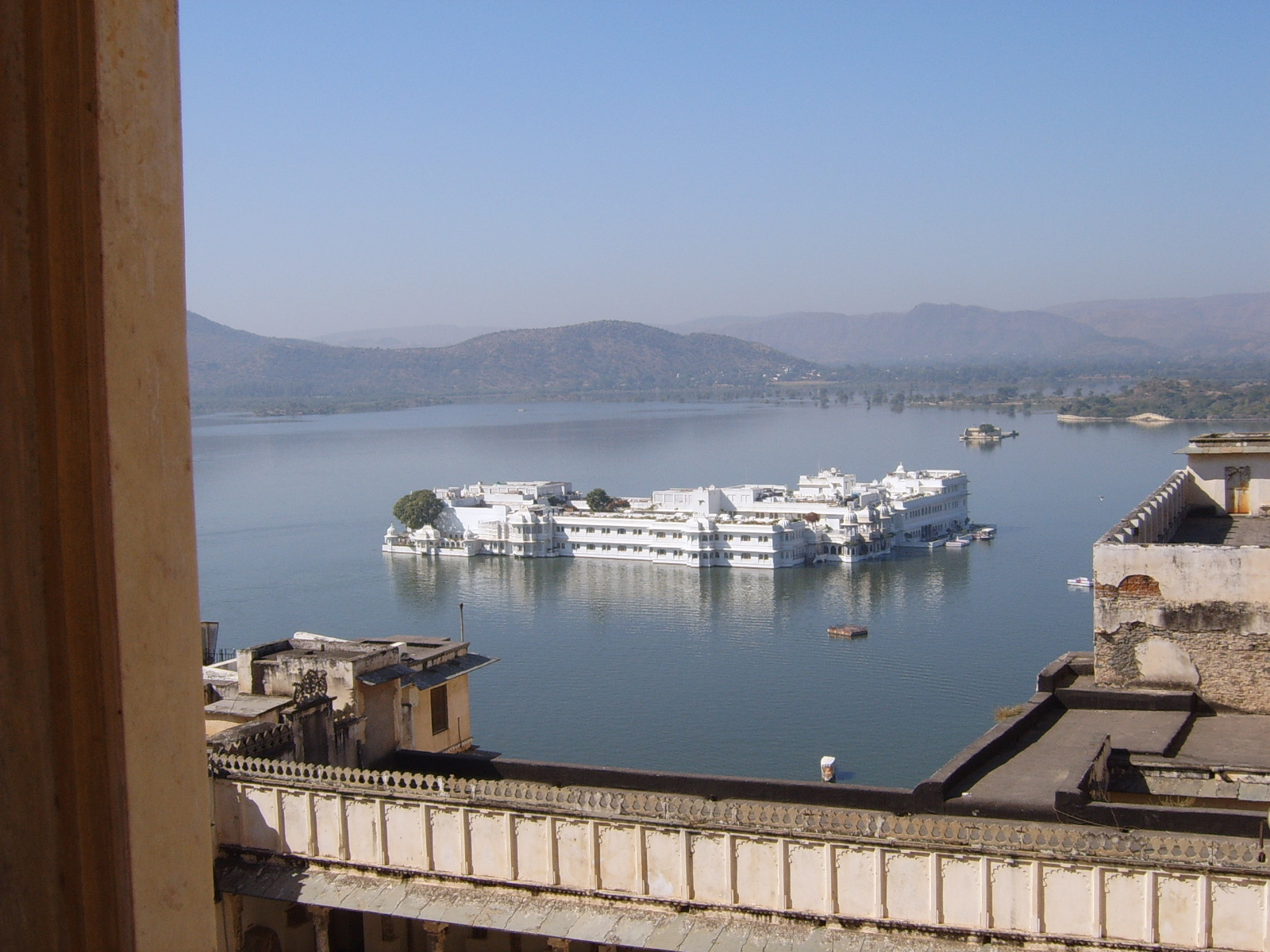
Le Lake Palace Hotel à Udaipur, résidence d'Octopussy.

Pour les articles homonymes, voir Octopussy (homonymie).
Série
Rien que pour vos yeux
(1981) Dangereusement vôtre
(1985)
Pour plus de détails, voir Fiche technique et Distribution.
Octopussy [ˈɒktəpʊsɪ] est un film d'espionnage britannique réalisé par John Glen et sorti en 1983. Il s’agit du 13e opus de la série des films de James Bond produite par EON Productions. Roger Moore y incarne James Bond pour la sixième fois.

## Synopsis

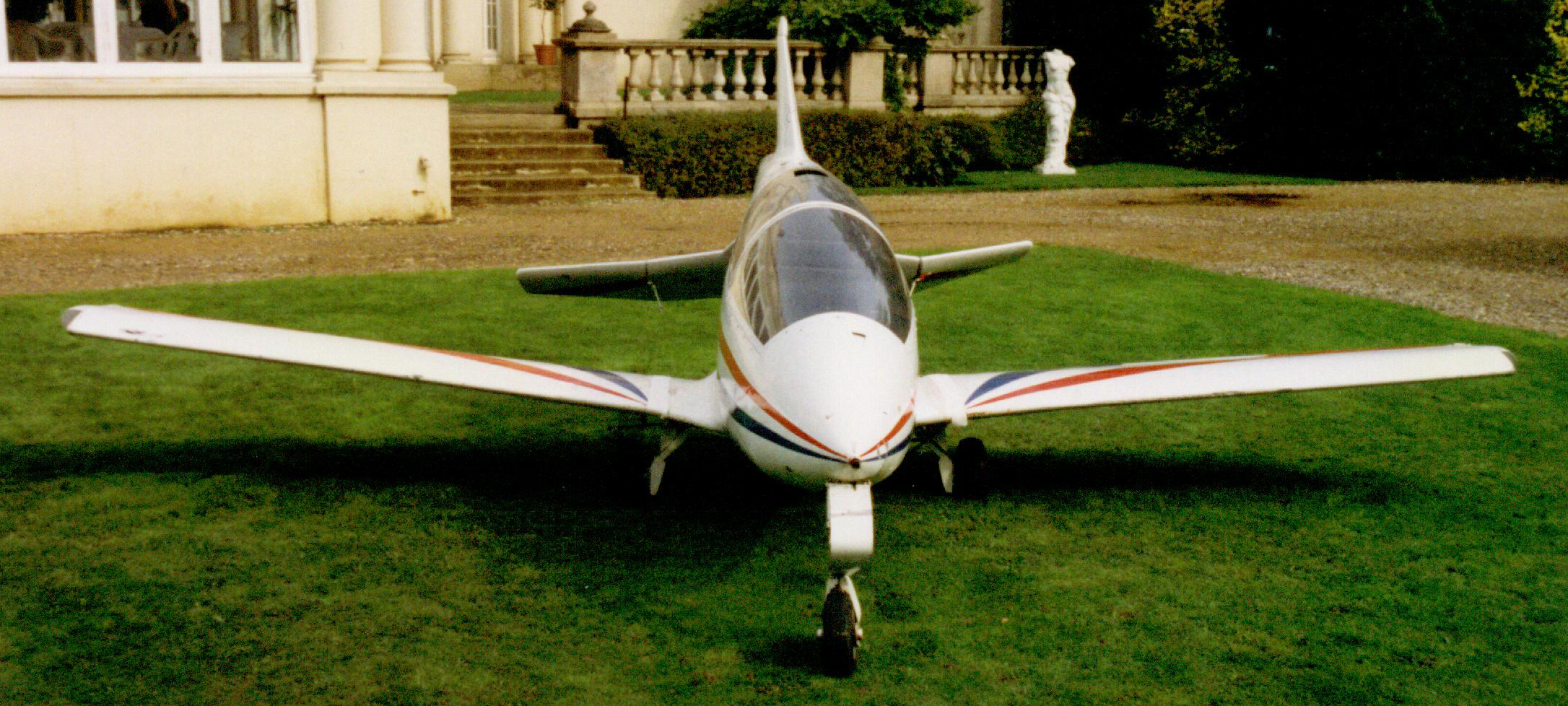
L'Acrostar, l'avion utilisé au début du film.

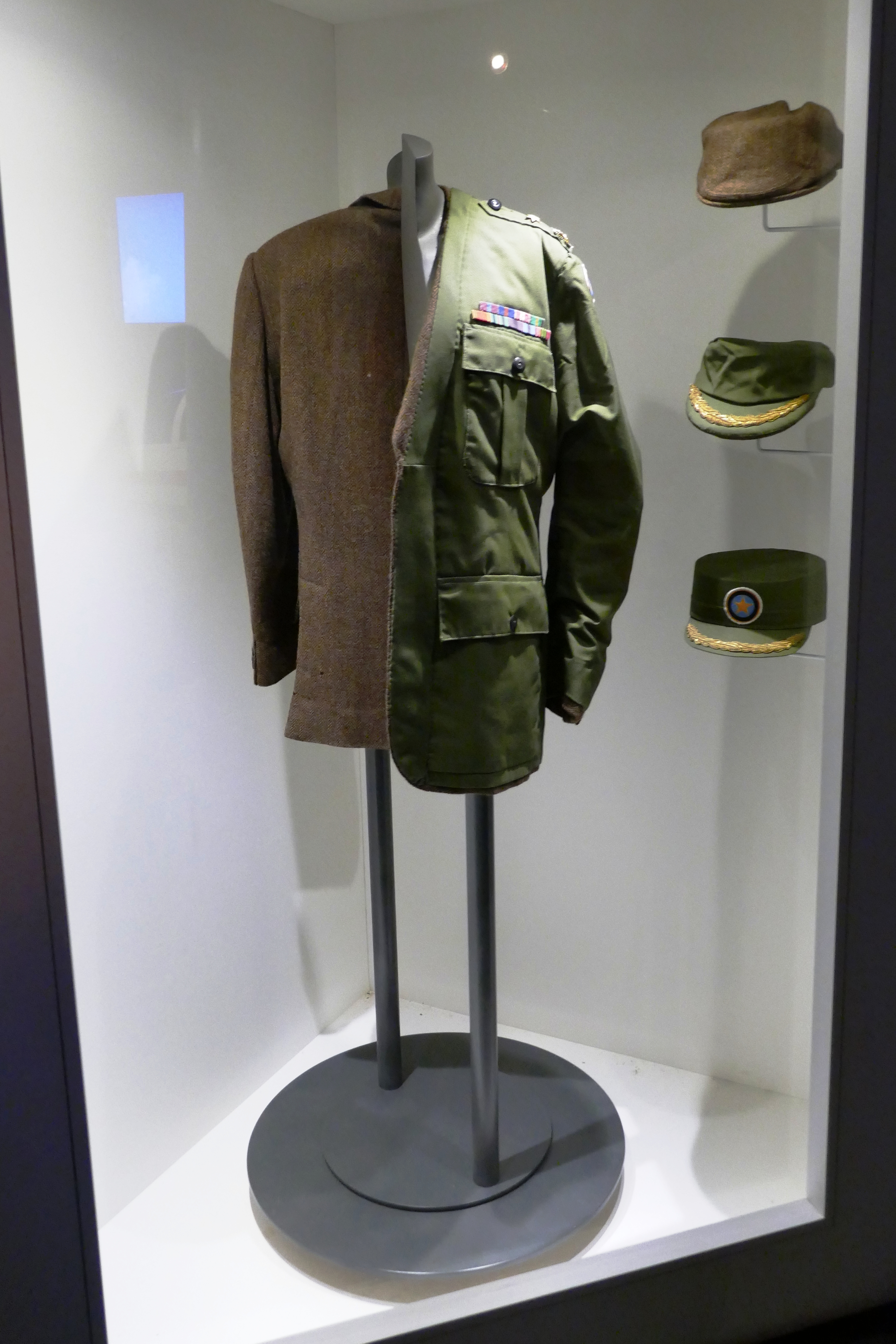
Costume permettant la transition entre le costume de James Bond et le déguisement en colonel Toro.

En 1982, l'agent 007 James Bond se fait passer pour un haut gradé militaire afin d'infiltrer une base aérienne lors d'une mission en Amérique latine. Sur place, il pénètre dans l'un des hangars et place une charge militaire près du radar embarqué d'un avion, avant de se faire arrêter et démasquer par le colonel Toro auquel il s'est substitué. Bond est embarqué dans un véhicule de l'armée, mais il parvient à se défaire de ses gardes grâce au charme de sa complice Bianca. L'agent utilise ensuite un mini avion à réaction pour s'enfuir mais la base le repère et envoie un missile sol-air contre lui. Après plusieurs manœuvres, Bond parvient à attirer le projectile dans le hangar où se trouve sa cible qui explose, tuant du même coup Toro et ses hommes. À court de carburant, 007 se pose ensuite devant une station-service.
En mission à Berlin-Est, l'agent 009, camouflé en clown de cirque, est mortellement blessé par des jumeaux lanceurs de couteaux. Avant de rendre l'âme, 009 parvient à rejoindre l'ambassade britannique, où il s'effondre en laissant tomber un œuf de Fabergé. Le MI6 sait que l'œuf n'est qu'une copie et soupçonne immédiatement une implication soviétique dans le meurtre. M charge l'agent James Bond d'enquêter. Accompagné d'un expert en œuvre d'art, 007 commence par se rendre dans une vente aux enchères à Londres, où le véritable œuf est mis en vente. Bond réussit à le subtiliser et à le remplacer par la copie. Il s'engage ensuite dans une guerre d'enchères avec le prince exilé afghan Kamal Khan qui paie 500 000 £ pour l'œuf, qui est en fait la copie. M est furieux après Bond quant à sa participation aux enchères, jusqu'à ce que Bond lui révèle l'échange qu'il a réalisé. M envoie alors 007 en Inde à Udaipur pour espionner Kamal Khan et découvrir pourquoi il a payé une telle somme.
En Inde, l'agent de liaison Vijay l'aide à repérer Kamal Khan. À son hôtel, Bond défie ce dernier au backgammon et gagne la partie en jouant avec les dés pipés de Khan. Bond et Vijay quittent ensuite les lieux mais Gobinda, l'homme de main de Khan, les prend en chasse dans les rues d’Udaipur. L'agent britannique et son collègue indien arrivent toutefois à rejoindre une cachette de Q, située dans le centre-ville. Plus tard, Bond rencontre Magda, une associée de Kamal Khan qu'il séduit avant de passer la nuit avec elle. Il remarque alors qu'elle possède un tatouage de pieuvre bleue. À l'aube, Magda vole le véritable œuf de Fabergé sur lequel Bond avait placé un dispositif de localisation et d'écoute, configuré par Q, et s'échappe par le balcon. Gobinda arrive alors dans la chambre et capture Bond qui est emmené au Monsoon Palace, le palais de Kamal Khan. Le soir, Bond est l'invité du prince à sa table.
La nuit, Bond arrive à s'échapper de sa cellule et découvre que Khan travaille avec le lieutenant-général Orlov, commandant du Groupement des forces armées soviétiques en Allemagne, qui cherche à élargir les frontières soviétiques en Europe. Orlov a fourni à Khan des trésors inestimables soviétiques, tandis que ce dernier fait de la contrebande pour lui. Bond apprend également qu'Orlov et Khan ont l'intention de se retrouver à Karl-Marx-Stadt en Allemagne de l'Est. Le matin, la fuite de Bond est découverte et Kamal Khan déclare la chasse ouverte. L’agent 007 parvient néanmoins à s'enfuir et à se frayer un chemin à travers la jungle, malgré les animaux dangereux et les tireurs de Khan, pour rejoindre un bateau touristique.

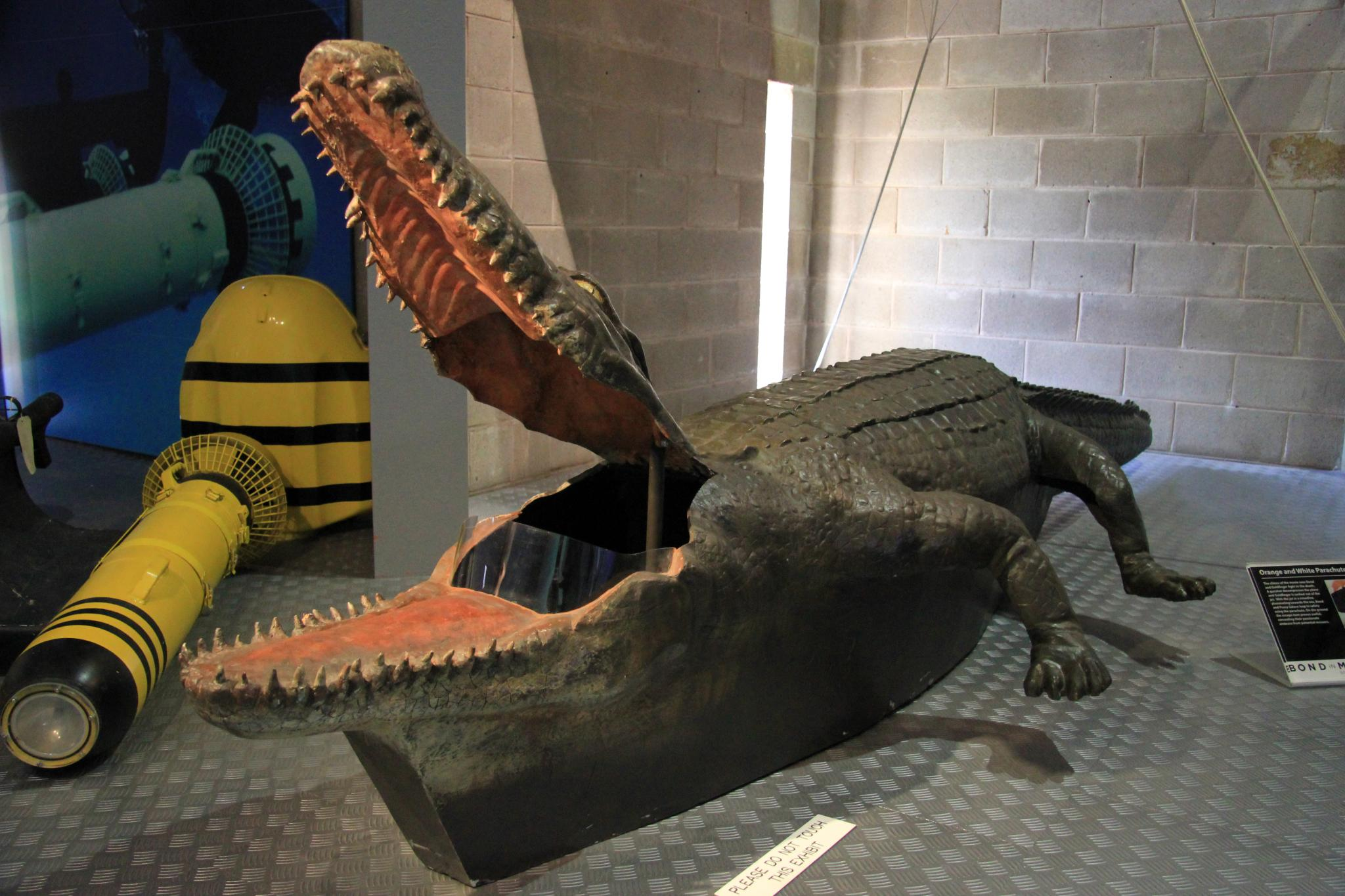
Le crocodile sous-marin utilisé par Bond.

Plus tard, Bond parvient à infiltrer le Lake Palace, un palais construit sur la totalité de l'île de Jag Nawas à Udaipur, propriété d'une femme riche répondant au nom d'Octopussy. Celle-ci dirige, en lien avec Khan, le gang de voleuses Octopus, dont Magda fait partie. Bond rencontre Octopussy, propriétaire d'une pieuvre aux anneaux bleus, d'où son surnom. Lorsque Kamal Khan débarque à son tour, Octopussy lui ordonne de ne pas tuer l'agent anglais. Mais des tueurs à gages à la solde de Khan débarquent dans le palais et essaient d'assassiner Bond. Octopussy lui vient en aide mais Bond est projeté dans un lac et est laissé pour mort, dévoré par un crocodile devant les yeux d'Octopussy. En réalité, Bond s'en est sorti mais pas Vijay qu'il retrouve mort.
En Allemagne de l'Est, Bond monte à bord d'un train de cirque, planque d'Orlov et Kamal Khan, avec ses sbires Gobinda et les frères jumeaux lanceurs de couteaux Grischka et Mischka. Orlov a remplacé les bijoux et trésors soviétiques cachés dans un canon de cirque par une ogive nucléaire amorcée, celle-ci devant exploser pendant une représentation sur une base aérienne américaine. Après s'être débarrassé de Mischka et pris ses vêtements, Bond obtient des aveux d'Orlov : l'explosion entraînerait l'Europe de l’Ouest dans une situation de désarmement, tout le monde pensant qu'il s'agit de l'explosion accidentelle d'une bombe américaine, laissant ainsi ses frontières ouvertes à l'invasion soviétique. Orlov parvient néanmoins à s'enfuir et Bond est pourchassé par ses soldats. Le général soviétique tente alors de rejoindre le train en partance, mais il est abattu par les gardes de la RDA en voulant traverser la frontière. Le général russe Gogol a entretemps récupéré les bijoux.
Bond parvient à monter dans le train et tente de prévenir Octopussy, également à bord et qui ignore tout de la bombe. Cependant, 007 est repéré par Gobinda et s'ensuit un combat sur le toit du train où Bond est éjecté d'un wagon en combattant Grischka. Au sol, Bond parvient à tuer ce dernier avec son propre couteau, vengeant ainsi la mort de l'agent 009. Bond vole ensuite une voiture d'une Allemande trop bavarde au téléphone et fonce vers la base aérienne. Il croise en chemin Khan et Gobinda, en route pour se mettre à l'abri avant l'explosion. Sur place, Bond est contraint de se déguiser en clown pour échapper aux autorités qui le prennent pour un détraqué. Une fois sous le chapiteau, Bond tente d'avertir le général Peterson, commandant de la base, et, en montrant l'un des bijoux qu'il a trouvé dans la voiture d’Orlov, parvient à prouver à Octopussy que Kamal et Orlov l'ont trahie. Bond est cependant stoppé par les militaires devant le général sceptique, mais Octopussy déverrouille le canon en tirant dessus, révélant à tous la bombe prête à exploser. Peterson fait alors relâcher Bond qui parvient in extremis à désamorcer l'ogive.

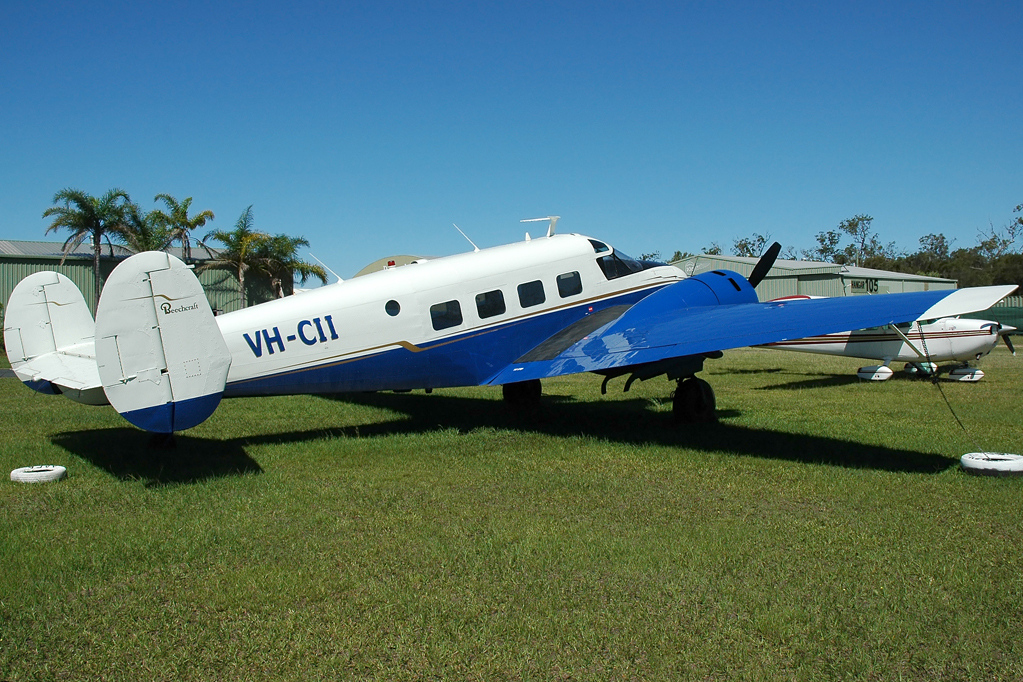
L'avion Beech 18 de Kamal Khan.

De retour en Inde, le gang d'Octopussy lance un assaut sur le palais de Kamal Khan, mais ce dernier la kidnappe avec Gobinda avant de prendre la fuite. Bond débarque en montgolfière avec l'aide de Q et finit par les poursuivre à cheval alors qu'ils tentent de s'échapper en avion. Il réussit à s'accrocher à la carlingue, et parvient à stopper un des moteurs. Sur ordre de Kamal, Gobinda sort affronter Bond sur le toit de l'appareil, mais ce dernier l'éjecte dans le vide. L’agent 007 fait ensuite pression sur la gouverne de profondeur pour faire perdre à l'avion de l'altitude avant de réussir à gagner l'intérieur. Une fois au ras du sol, Bond saute avec Octopussy juste à temps sur le bord d'une falaise, alors que l'avion en perdition s'écrase sur le flanc d'une montagne avec Kamal Khan aux commandes.
Bien plus tard, alors que M et le général Gogol discutent sur le retour des bijoux, Bond est en Inde et s’occupe à récupérer tranquillement en compagnie d'Octopussy, à bord de son bateau privé...

## Fiche technique
- Titre original et français : Octopussy
- Réalisation : John Glen
- Scénario : George MacDonald Fraser, Christopher Wood et Richard Maibaum, d'après les nouvelles Meilleurs vœux de la Jamaïque et La Sphère d'émeraude de Ian Fleming
- Musique : John Barry ; chanson du générique All Time High interprétée par Rita Coolidge
- Photographie : Alan Hume
- Son : Derek Ball
- Montage : Peter Davies, Henry Richardson
- Décors : Peter Lamont
- Costumes : Emma Porteous, Tiny Nicholls
- Coordination des cascades : Rémy Julienne
- Effets spéciaux : John Evans
- Production : Albert R. Broccoli
- Producteur délégué : Michael G. Wilson
- Sociétés de production : EON Productions (Royaume-Uni), Danjaq (Royaume-Uni), MGM (États-Unis), United Artists (États-Unis)
- Sociétés de distribution : MGM / United Artists
- Budget : 27 500 000 $ (estimation)[2]
- Pays de production :  Royaume-Uni /  États-Unis
- Langues originales : anglais, russe, allemand et espagnol
- Format : couleur par Technicolor — Panavision :
  - Version 35 mm — 2.35:1 — son stéréo Dolby
  - Version 70 mm — 2.20:1 — son 6 pistes stéréo
- Genre : espionnage, action
- Durée : 131 minutes
- Dates de sortie[3] :
  - Royaume-Uni : 6 juin 1983 (première mondiale à Londres), 8 juin 1983 (sortie nationale)
  - États-Unis : 10 juin 1983
  - France : 5 octobre 1983

## Distribution
- Roger Moore (VF : Claude Bertrand) : James Bond alias 007
- Maud Adams (VF : Béatrice Delfe) : Octopussy
- Louis Jourdan (VF : lui-même) : le prince Kamal Khan
- Kristina Wayborn (VF : Sylvie Feit) : Magda
- Kabir Bedi (VF : Mostéfa Stiti) : Gobinda, garde du corps et homme de main de Kamal Khan
- Steven Berkoff (VF : Igor De Savitch) : le lieutenant-général Orlov, commandant du Groupement des forces armées soviétiques en Allemagne
- David Meyer (en) : Mischka, l'un des jumeaux lanceurs de couteaux
- Anthony Meyer (de) : Grischka, l'un des jumeaux lanceurs de couteaux
- Desmond Llewelyn (VF : Louis Arbessier) : Q
- Robert Brown (VF : Jean Davy) : M
- Lois Maxwell (VF : Paule Emanuele) : Miss Moneypenny
- Michaela Clavell (VF : Denise Metmer) : Penelope Smallbone, l'assistante de Miss Moneypenny
- Walter Gotell (VF : Serge Nadaud) : le colonel général Anatol Alexis Gogol, directeur du KGB
- Vijay Amritraj (VF : Claude Dasset) : Vijay, agent de liaison du MI-6 en Inde
- Albert Moses (VF : Marc François) : Sadruddin, chef de section du MI-6 en Inde
- Geoffrey Keen : Sir Frederick Gray, ministre de la Défense
- Douglas Wilmer (VF : Jean Berger) : Jim Fanning, expert en art du MI-6
- Andy Bradford : l’agent 009
- Philip Voss (VF : Roger Rudel) : le commissaire-priseur à la vente aux enchères
- Bruce Boa : le lieutenant-général Peterson
- Richard LeParmentier (VF : Patrick Poivey) : le lieutenant-colonel Stewart, aide de camp de Peterson
- Paul Hardwick (VF : Yves Barsacq) : Léonid Brejnev, secrétaire général du Parti communiste de l'Union soviétique
- Dermot Crowley : le lieutenant Kamp, expert nucléaire du KGB
- Eva Rueber-Staier : Rubelvitch, secrétaire de Gogol
- Jeremy Bulloch : Smithers
- Patrick Barr (VF : René Renot) : l'ambassadeur du Royaume-Uni
- Gertan Klauber : Bubi
- Mary Stävin : une Octopussy Girl
- Carole Ashby : une Octopussy Girl
- Ingrid Pitt : la maîtresse de cuisine d'Octopussy
- Eugene Lipinski : le chef VOPO (non crédité)
- Michael G. Wilson : un membre du conseil de la sécurité russe / un touriste dans le bateau de vacanciers qui sauvent 007 (caméos, non crédité)
- Gary Russell : l'adolescent dans une voiture (non crédité)

## Lieux de l’action
- Cuba (pré-générique)
- Allemagne de l'Est
  - Berlin-Est
  - Karl-Marx-Stadt
- Allemagne de l'Ouest
  - Berlin-Ouest
  - Feldstadt (Base aérienne américaine)
- Angleterre, Londres (Sotheby's)
- Union soviétique, Moscou (salle de réunion d'état-major, dépôt d'œuvres d'art du Kremlin)
- Inde, Udaipur

## Production

### Attribution des rôles
Pour le rôle de James Bond, plusieurs acteurs ont été approchés pour incarner le célèbre espion, notamment Oliver Tobias, Lewis Collins, Michael Billington et James Brolin, avant que Roger Moore se déclare apte à reprendre son rôle, malgré son âge (l'acteur a 55 ans).
Desmond Llewelyn, Lois Maxwell, Geoffrey Keen, Walter Gotell, Jeremy Bulloch et Eva Rueber-Staier reprennent chacun leurs rôles respectifs, alors que le Français Louis Jourdan et Steven Berkoff sont engagés pour interpréter les méchants principaux. Maud Adams, quant à elle, interprète le personnage d'Octopussy. C'est la seconde fois qu'elle apparaît dans un James Bond après L'Homme au pistolet d'or (1974).
Le personnage du dirigeant soviétique joué par Paul Hardwick au début du film est Léonid Brejnev, bien que ce dernier soit décédé début novembre 1982 pendant le tournage.

### Tournage
Le tournage débute le 10 août 1982 et se termine le 25 janvier 1983.

#### Lieux de tournage
Sources : imdb.com
Allemagne
- Berlin
  - Mur de Berlin
  - Berlin-Charlottenbourg
  - Checkpoint Charlie
  - Kurfürstendamm

États-Unis
- Hurricane, Kanab, Moab, Utah

Inde
- Āgrā
  - Taj Mahal
- Udaipur
  - Lac Pichola
  - City Palace
  - Lake Palace
  - Monsoon Palace

Royaume-Uni
- Londres
  - Bond Street
  - National Maritime Museum, Greenwich
- Pinewood Studios
- Bases aériennes de la Royal Air Force de Northolt (Grand Londres), Upper Heyford (Oxfordshire) et Oakley (Buckinghamshire).
- Chemin de fer de la vallée de la rivière Nene, près de Peterborough (Cambridgeshire) : (scène du Karl-Marx-Stadt Railways).

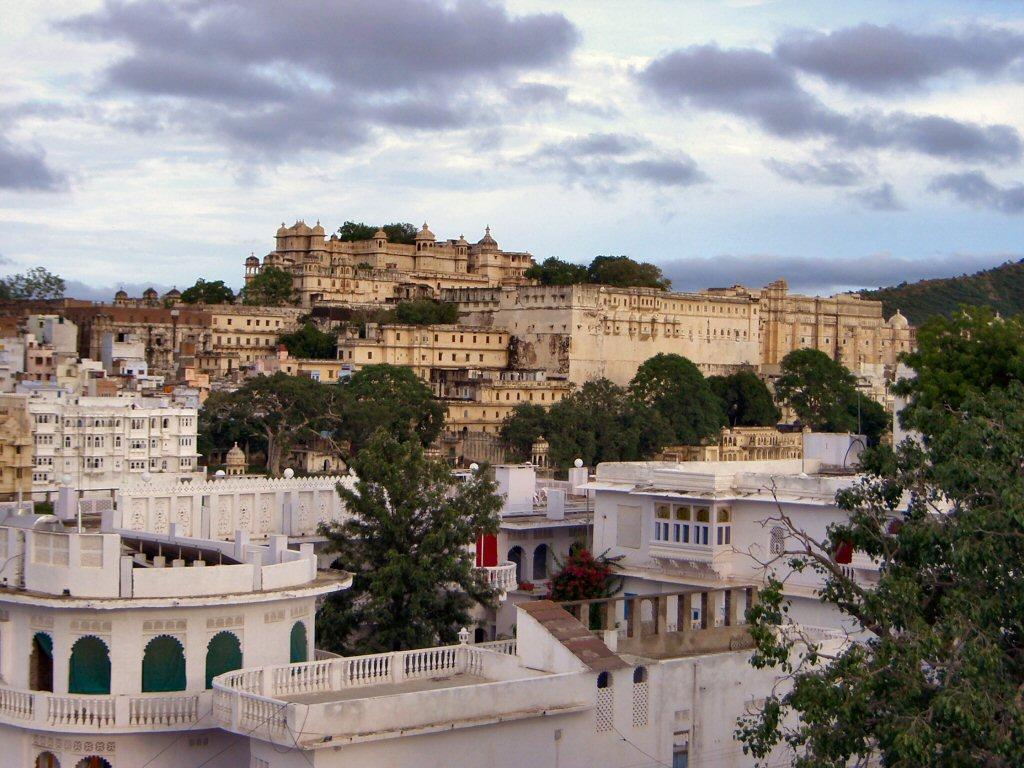
Udaipur.
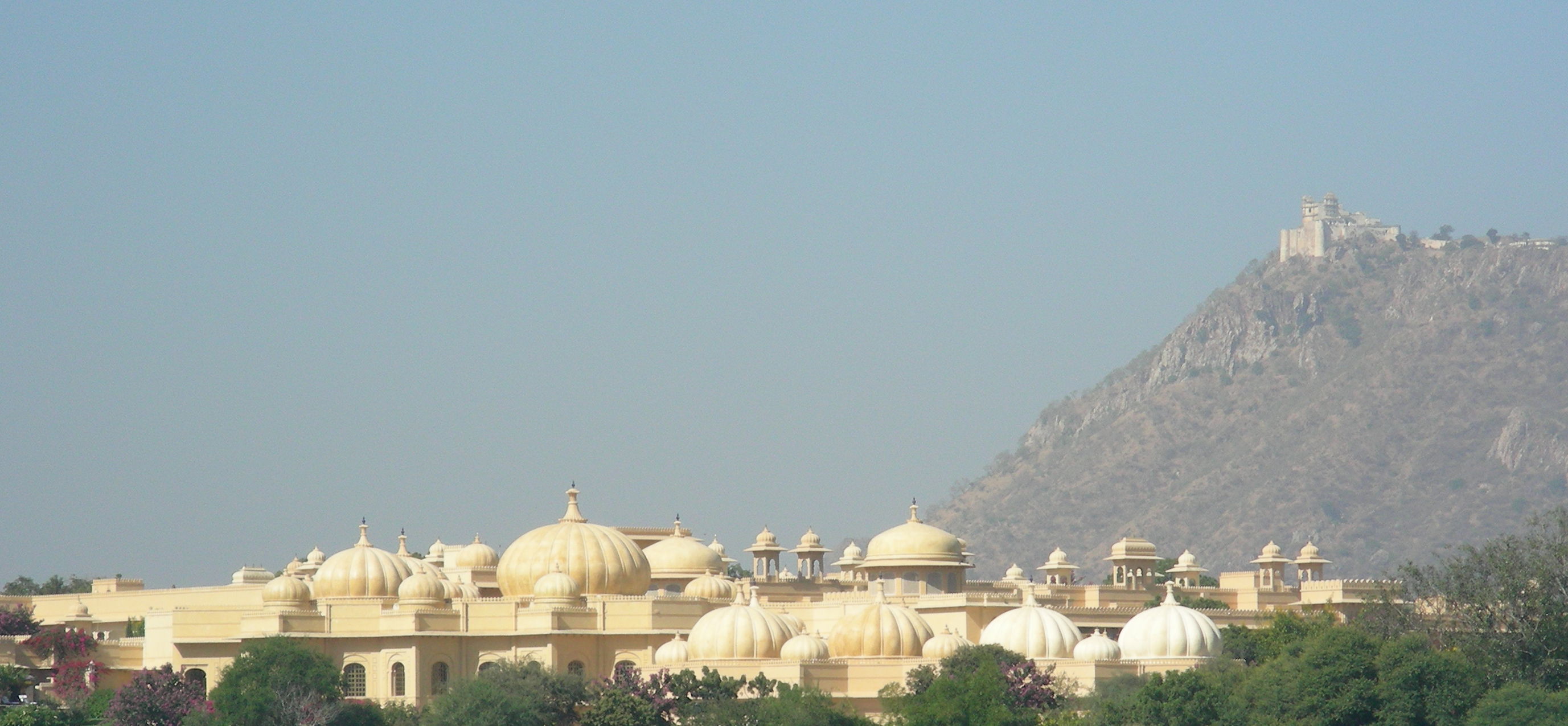
Udaipur et Monsoon Palace.
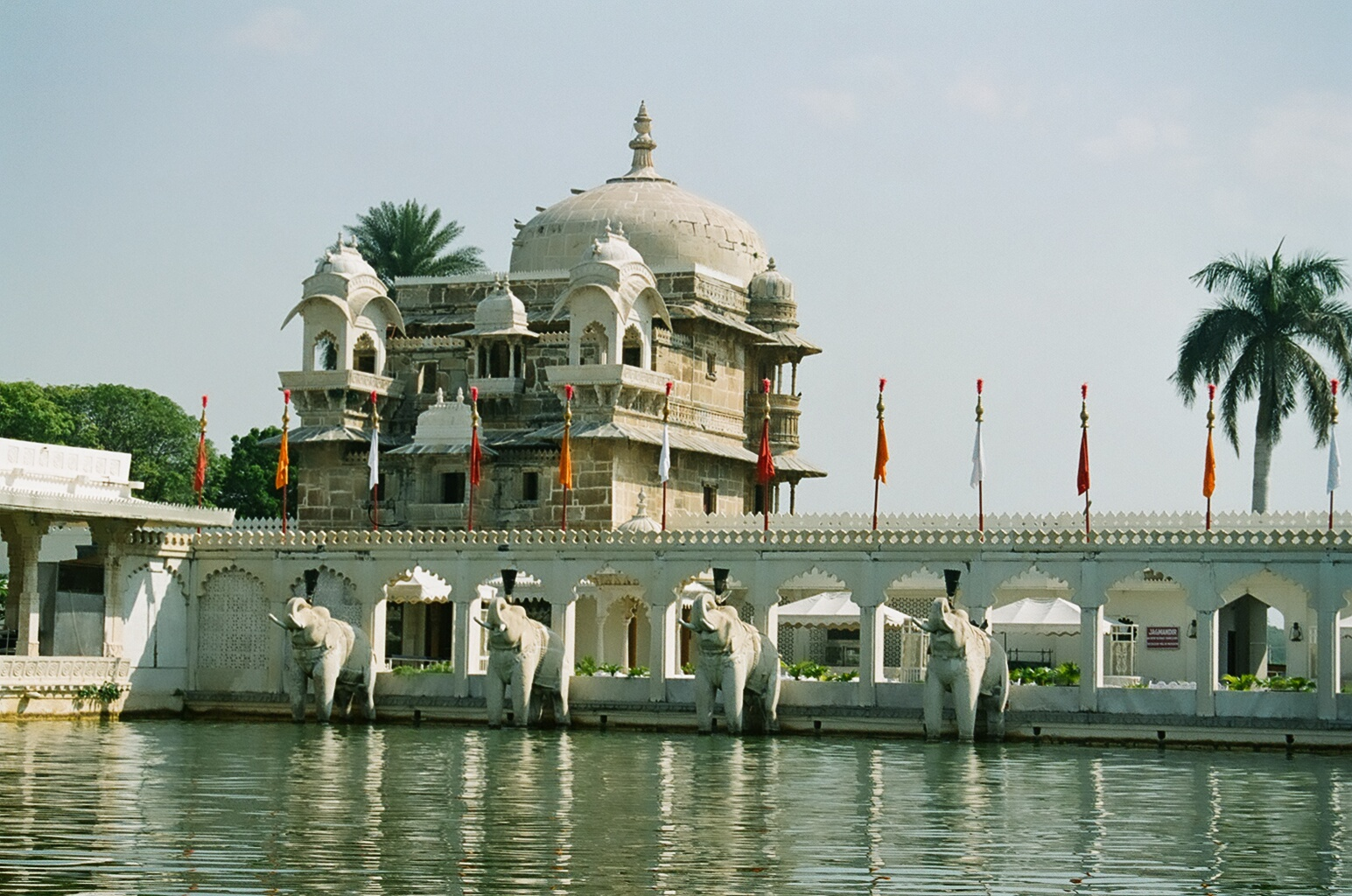
Jag Mandir à Udaipur.
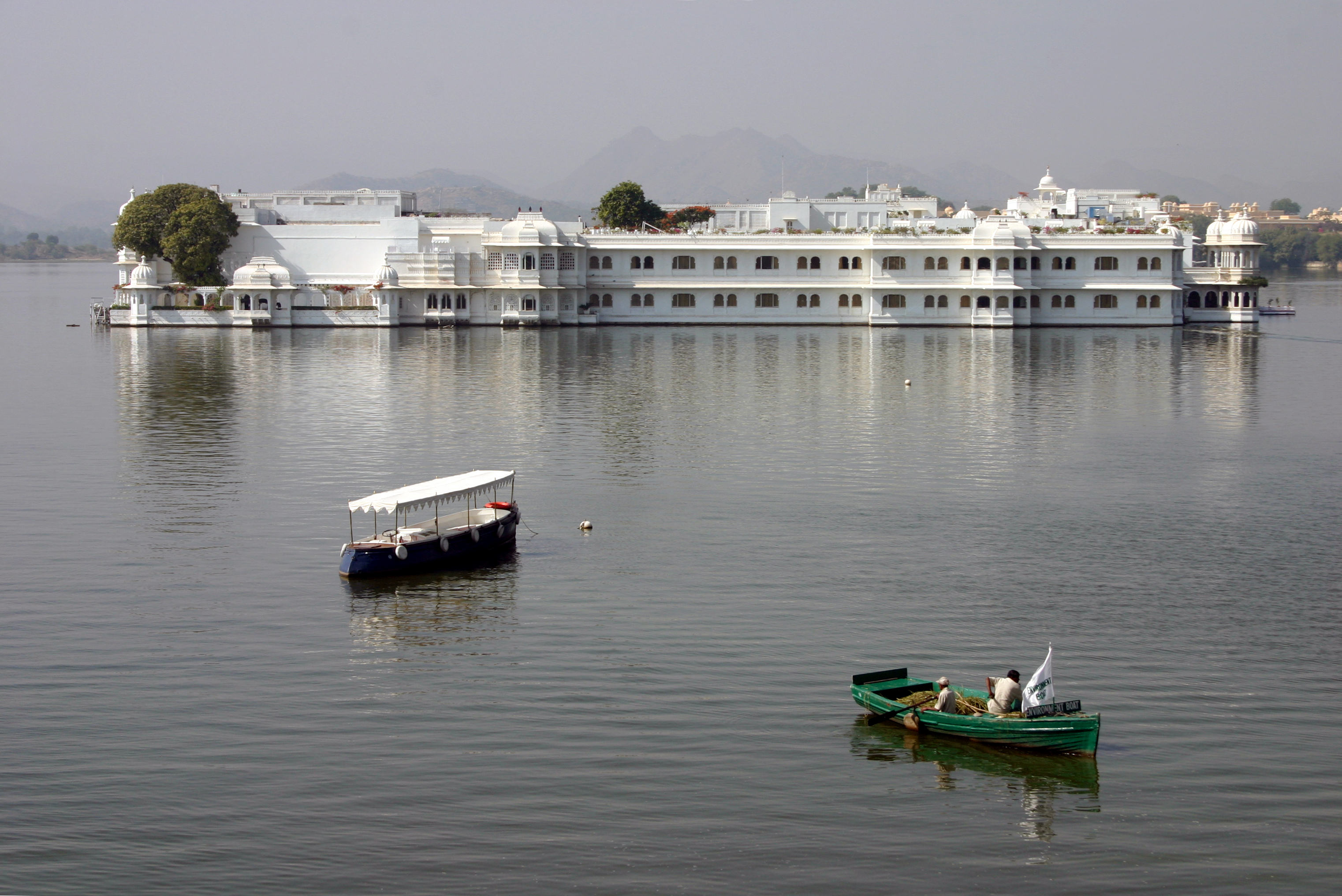
Lake Palace.
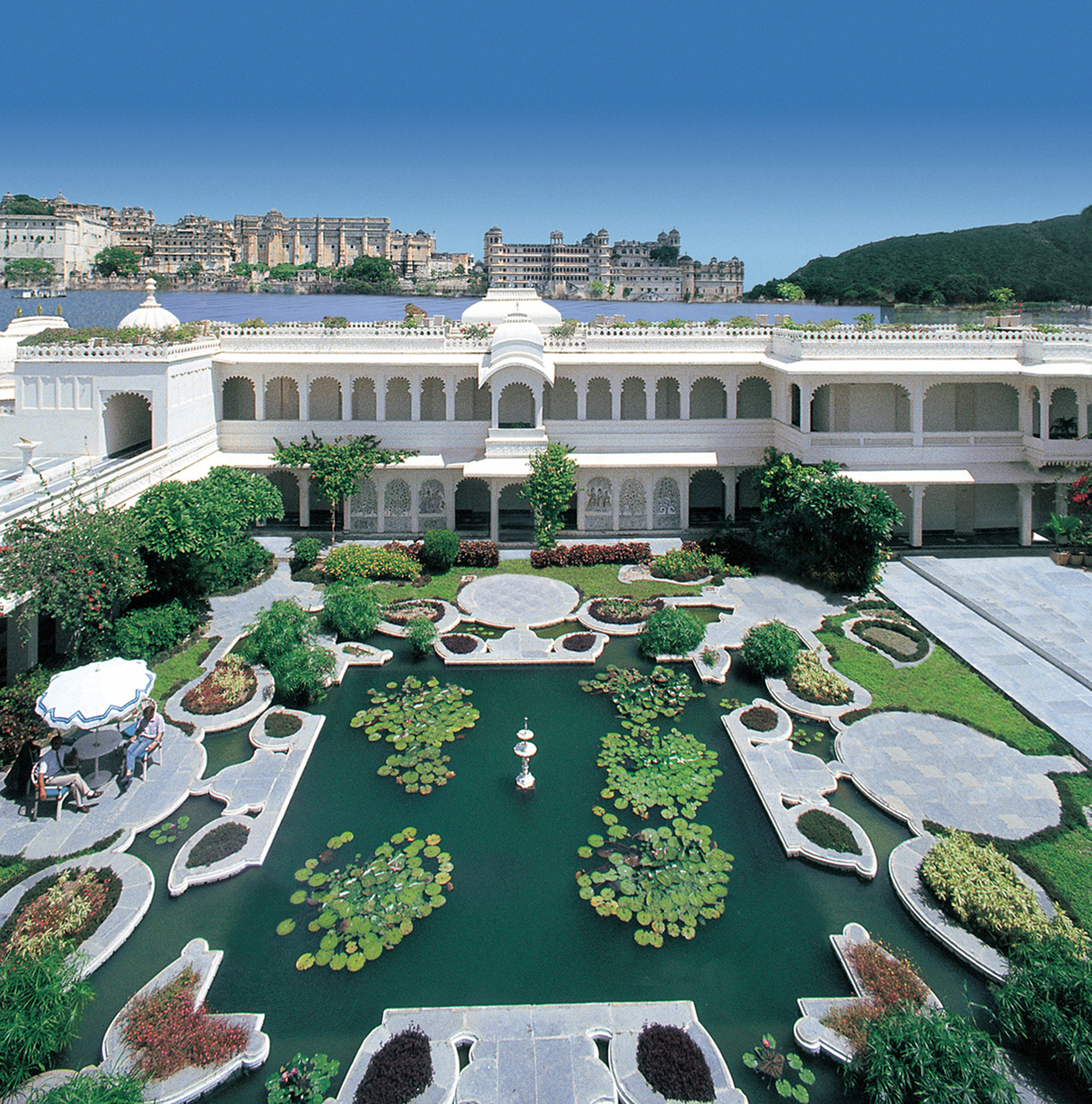
Les jardins intérieurs du Lake Palace.
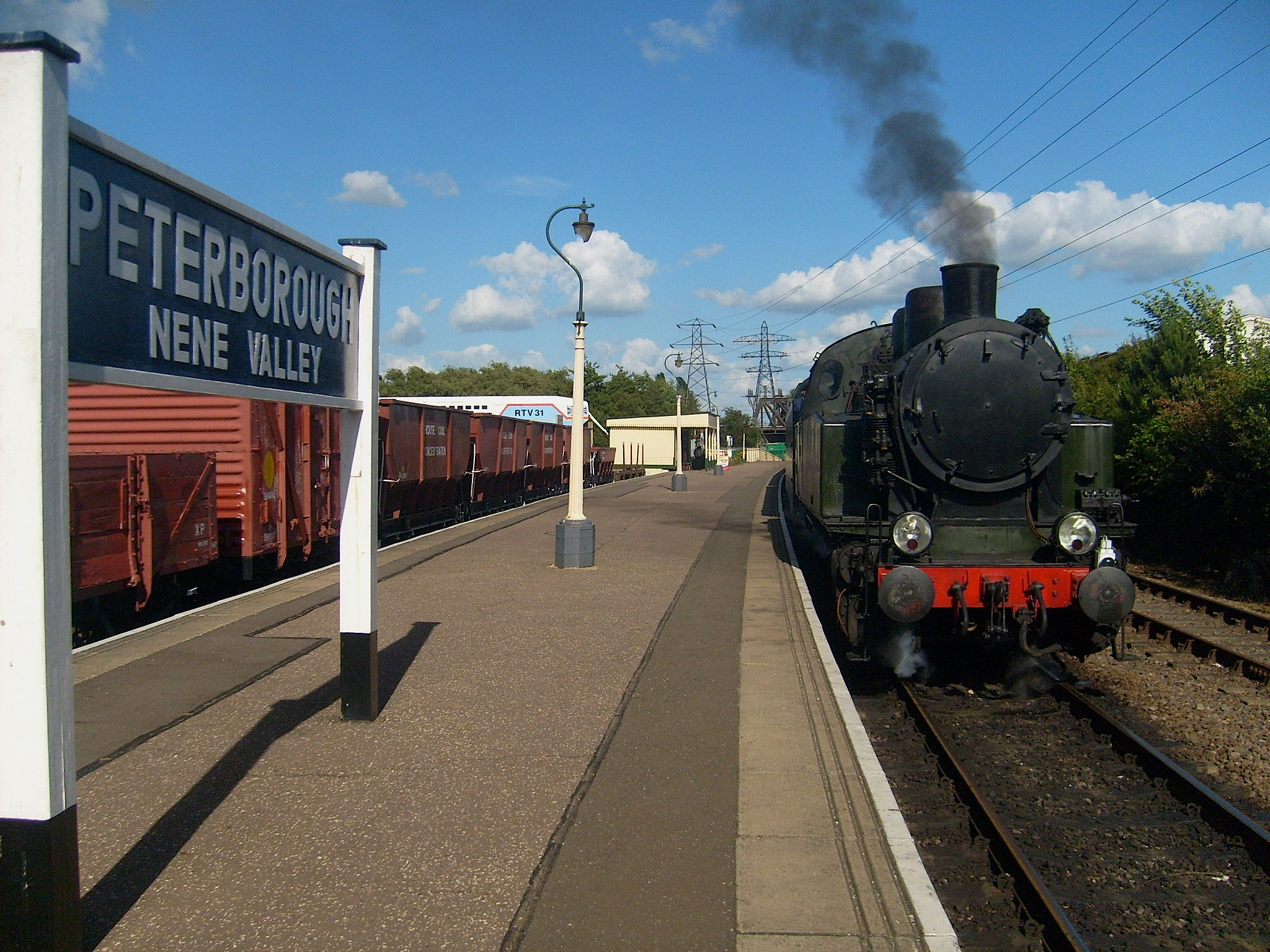
Chemin de fer de la vallée de la rivière Nene.

## Bande originale
Bandes originales James Bond
Rien que pour vos yeux
(1981) Dangereusement vôtre
(1985)
Indisponible pour Rien que pour vos yeux, John Barry revient pour composer sa 9e bande originale d'un film de James Bond. La chanson du générique, All Time High, est interprétée par Rita Coolidge, écrite par Tim Rice et composée par John Barry.
L'album sort en CD en 1985 chez A&M Records, avec une erreur de pressage sur les versions fabriquées aux USA. En 1997, la bande originale est rééditée avec l'ajout de dialogues du film. EMI ressort une version remastérisée en 2003, sans les dialogues. En 2024, le label Lalaland records édite une version encore plus complète pour le quarantième anniversaire du film. Les morceaux inédits sont tirés des bandes magnetiques analogiques ayant servies au montage sonore du film.
Listes des titres (édition originale / édition de 2003 remastérisée)
1. All Time High – Rita Coolidge
2. Bond Look-Alike
3. 009 Gets the Knife and Gobinda Attacks[7]
4. That's My Little Octopussy
5. Arrival at the Island of Octopussy
6. Bond at the Monsoon Palace
7. Bond Meets Octopussy
8. Yo-Yo Fight and Death of Vijay
9. The Chase Bomb Theme
10. The Palace Fight
11. All Time High (version film) – Rita Coolidge

Édition de 1997
1. All Time High – Rita Coolidge
2. Bond Look-Alike
3. Miss Penelope —dialogue
4. 009 Gets the Knife and Gobinda Attacks
5. That's My Little Octopussy
6. Arrival at the Island of Octopussy
7. Introducing Mr Bond —dialogue
8. Bond at the Monsoon Palace
9. Bond Meets Octopussy
10. Poison Pen—dialogue
11. Yo-Yo Fight and Death of Vijay
12. The Chase Bomb Theme[8]
13. The Palace Fight
14. All Time High"– Rita Coolidge

## Distinctions

### Récompenses
- Goldene Leinwand 1984 pour UIP[9]
- Golden Reel Awards 1984 : meilleur montage sonore d'un film étranger

### Nominations
- Saturn Awards 1984 : meilleur film fantastique, meilleure actrice dans un second rôle pour Maud Adams[9]

## Sortie et accueil

### Box-office
| - Mondial : 183 693 619 $ - USA : 67 893 619 $ | - France : 2 944 481 entrées - Paris : 847 593 entrées |

## Autour du film
- L'année de la sortie du film, un studio concurrent produisit Jamais plus jamais, un remake d’Opération Tonnerre (1965) avec Sean Connery. Pour se démarquer, les producteurs d’Octopussy imaginèrent le slogan « Nobody does him better » (« Personne ne le fait mieux que lui ») et aussi « Nobody does it better...thirteen time » (« Personne ne le fait mieux... treize fois de suite »), par analogie avec le thème musical Nobody Does It Better de L'Espion qui m'aimait.
- Octopussy est le premier film de James Bond produit en collaboration avec les studios MGM. L'équipe eut ainsi l'autorisation d'employer le cri de Tarzan (des films des années 1930) lorsque 007 se déplace d'arbre en arbre en se suspendant aux lianes lors de la chasse à dos d'éléphant.
- Octopussy était la dernière nouvelle de James Bond rédigée par Ian Fleming. Sa publication, posthume, intervint dans les livraisons de mars et avril 1966 du magazine Playboy.
- George MacDonald Fraser, célèbre pour sa série de romans Flashman, au sujet d'un rustre soldat de l'Empire britannique en Inde, participa à l'écriture du scénario. C'est lui qui inventa le yo-yo à scie circulaire meurtrier utilisé pour tuer Vijay.
- Lors de la préproduction, le chef décorateur Peter Lamont prit l'avion de Bombay à New Delhi. Son appareil fut détourné par un militant sikh armé d'un pistolet et d'une grenade. Aucun des passagers ne fut blessé, mais le pirate de l'air fut abattu par les forces de sécurité indiennes.
- Maud Adams est la seule James Bond girl à avoir joué deux rôles différents de premier plan. Dans L'Homme au pistolet d'or (1974), elle partageait la vedette avec sa compatriote suédoise Britt Ekland. Cette fois-ci, elle partage Bond avec une autre beauté suédoise, Kristina Wayborn.
- Kristina Wayborn, qui joue Magda, est une ancienne championne suédoise d’athlétisme. Elle courait le 100 mètres en 11,3 secondes.
- Robert Brown connaissait Roger Moore depuis 25 ans avant de faire ses débuts dans le rôle de M dans Octopussy. Il interprétait notamment le rôle du seigneur Garth aux côtés de Roger Moore dans la série télévisée Ivanhoé. Robert Brown a également interprété le rôle de l'amiral Hargreaves en 1977 dans L'Espion qui m'aimait.
- L'acteur Steven Berkoff, qui interprète le général Orlov, se présenta à son audition vêtu de pied en cap en costume de samouraï. Comme le dit Roger Moore, « Steven Berkoff, un acteur des plus hauts en couleur... un merveilleux méchant. »
- Le tennisman Vijay Amritraj fut engagé sur une idée du producteur Cubby Broccoli :

« Cubby venait régulièrement au tournoi de Wimbledon, et il a voulu que j’aie un rôle dans le James Bond suivant. »

— Vijay Amritraj[réf. nécessaire]
- Pour incarner Mischka et Grischka, les jumeaux lanceurs de couteaux, le choix de la production se porta initialement sur les frères Igor et Grichka Bogdanoff, présentateurs télé français connus pour leurs émissions à caractère scientifique.
- Andy Bradford, qui interprète l'agent 009, était aussi l'un des hommes de main de Kristatos dans Rien que pour vos yeux (1981). Albert Moses, qui joue Sadruddin, chef de station à Udaipur, était le barman au Mojaba Club, l'établissement de Max Kalba dans L'Espion qui m'aimait (1977).
- Dans le droit fil de l'apparition de Janet Brown et John Wells jouant le Premier ministre britannique Margaret Thatcher et son mari, à la fin de Rien que pour vos yeux (1981), le réalisateur John Glen décida de doubler la mise en faisant appel à un acteur ressemblant au dirigeant soviétique Léonid Brejnev pour jouer son rôle. Cependant, en URSS, Andropov devient le nouveau secrétaire général du Parti communiste de l'Union soviétique, après la mort de Brejnev. On suppose que l'action du film se déroule durant l'été 1982 (Brejnev est mort en novembre).
- Ronald Reagan, grand fan de James Bond, intervint dans une émission télévisée au moment de la sortie du film. L'ancien acteur déclara : « Selon moi, 007 vaut vraiment dix sur dix ! »
- La conclusion comique de la fuite en mini-jet Acrostar de 007 est inspirée d'un événement réel vécu par le pilote J.W. « Corkey » Fornof. Contraint de se poser sur une autoroute de Californie du Nord à la suite de problèmes de moteur, Fornof emprunta une bretelle de sortie pour finir sa course dans une station-service.
- Lorsque James Bond tord les barreaux de la fenêtre de sa chambre au palais de Kamal Khan, la bande originale du film fait entendre une brève citation musicale du thème de Superman.
- Lors de l'assaut final contre le palais de Kamal Khan, Kristina Wayborn (Magda) devait d'un coup de pied faire sauter un bazooka des mains d'un ennemi. Mais on omit de remplacer l'arme par une imitation en plastique : elle se brisa plusieurs orteils.
- Le moment où Bond ordonne à un tigre de se « Cou-cher ! » est une plaisanterie aux dépens de Barbara Woodhouse, animatrice de télévision britannique du début des années 1980 qui accéda à la célébrité en raison de son talent pour dresser et « dompter » les animaux de compagnie.
- L'œuf de Fabergé du film est authentique. Il a été volé en 1897 et s'appelle l'« Œuf au carrosse du couronnement ». Dans le film, il est appelé « Property of a Lady », titre d'une nouvelle de Ian Fleming faisant partie d'une collection intitulée Octopussy & The Living Daylights.
- L'idée du stylo à plume contenant de l'acide et qui permet à 007 de s'échapper du palais de la Mousson avait déjà évoquée en 1971 dans l'épisode 23 Regrets éternels de la série Amicalement vôtre avec Roger Moore et Diane Cilento (l'ex-épouse de Sean Connery).
- Le général Orlov planifiait ses « War Games » sur un ordinateur soviétique baptisé Kutuzov, du nom du maréchal russe Mikhaïl Koutouzov vainqueur de la Grande Armée de Napoléon en 1812.
- Octopussy n'est pas la première des adversaires de Bond à adopter un poulpe pour emblème. Avant la contrebandière, le SPECTRE s'était donné pour symbole une pieuvre noire.
- Au moment où Bond cherche à rejoindre le cirque afin de désamorcer la bombe, après que les jeunes en voiture lui eurent fait une mauvaise plaisanterie en lui faisant croire qu'ils voulaient bien le prendre en stop, on peut apercevoir 007 leur attribuer un bras d'honneur.
- La pieuvre aux anneaux bleus que Magda arbore en tatouage est la plus dangereuse des pieuvres. Jaune et brun foncé, elle se pare d'anneaux bleus lorsqu'elle se sent menacée.
- Les scènes de cirque d'Octopussy ont été tournées sous un véritable chapiteau abritant plus de 800 personnes, sous la supervision de Barbara Broccoli dont ce fut une des premières missions pour les films de 007.
- À ce jour, Octopussy est le seul film de la série officielle des James Bond à avoir pour titre le nom d'une femme.
- Avec Permis de tuer (1989) et Mourir peut attendre (2021), il s'agit d'un des rares films de James Bond où aucune des femmes liées à la mission de l'agent 007 n'est tuée.
- All Time High, de Rita Coolidge, fut la première chanson de Bond dans laquelle le nom du film ne figurait ni dans le titre, ni dans les paroles. Il en sera de même 23 ans plus tard avec You Know My Name, de Chris Cornell, pour Casino Royale (2006) ainsi que pour Another Way to Die de Jack White et Alicia Keys pour Quantum of Solace (2008).
- Dans une scène d'action, James Bond pousse un des méchants dans un aquarium dans lequel se trouve une pieuvre. La tête de celui-ci fracasse les parois de l'aquarium et il se retrouve allongé avec la pieuvre collée à sa figure. Il s'agit d'un clin d'œil à la scène du film Alien sorti quatre ans plus tôt où un facehugger s'agrippe au visage d'un des Astronautes.
- La marche interprétée au cirque, The Liberty Bell de John Philip Sousa, est le générique de l'émission de télévision Monty Python's Flying Circus.
- De 1949 à 1990, l’ambassade britannique en République Fédérale Allemande était à Bonn, et non à Berlin-Ouest.
- On offre à Bond une tête de mouton farcie, qui serait "une spécialité locale". Mais ce n'est pas du tout une spécialité du Rajahstan (c'est plutôt le poulet tandoori), où se trouve le palais de Kamal Khan, à Udaipur.
- La carte du monde sur un mur du Comité Central de l'URSS montre en rouge les alliés du pays. Or, on y voit en rouge la Yougoslavie, le Congo et l'Indonésie, qui n'étaient pas alliés à l'URSS. La représentation de l'Alaska sur cette même carte est des plus fantaisistes.
- La partie indienne du film a été tournée à Udaipur, au Rajahstan. Le palais d'Octopussy est le Lake Palace, et l'hôtel où réside 007 est le palais du maharadjah d'Udaipur.

## Véhicules et gadgets
- Acrostar Jet - Utilisé dans la séquence d'ouverture du film. Les ailes de cet avion se replient verticalement lorsqu'il n'est pas utilisé. Au cours de cette mission, Bond a caché l'avion dans une remorque à chevaux. En raison d'un petit réservoir d'essence, Bond a été forcé d'atterrir dans une station-service pour faire le plein.
- Alfa-Romeo GTV6 - Volée à une Allemande à l'aide d'une cabine téléphonique, permettant à Bond de se rendre au cirque d'Octopussy à temps pour avertir le général de l'OTAN présent du complot soviétique. Puis la voiture de sport « bon marché » la plus chaude d'Europe et le coupé sport Alfa Romeo le plus populaire jamais conçu.
- Sous-marin crocodile - Bond se faufile sur l'île d'Octopussy en conduisant un petit sous-marin camouflé de façon à ressembler à un crocodile.
- Stylo - Donné à Bond par Q, ce stylo contient de l'acide qui peut brûler n'importe quel métal et dont le haut du capuchon cache un écouteur.
- Montre - Un autre cadeau de Q, cette montre de marque Seiko est livrée avec une balise qui mène Bond à un œuf Fabergé. Le modèle utilisé dans le film est le Seiko G757-5020 (souvent confondu avec le G757-5000, qui avait un bracelet en caoutchouc au lieu de celui en métal clairement visible dans le film).